# Liste der Kulturdenkmale in Kleinzschachwitz
Die Liste der Kulturdenkmale in Kleinzschachwitz umfasst jegliche Kulturdenkmale der Dresdner Gemarkung Kleinzschachwitz.

## Legende
- Bild: Bild des Kulturdenkmals, ggf. zusätzlich mit einem Link zu weiteren Fotos des Kulturdenkmals im Medienarchiv Wikimedia Commons. Wenn man auf das Kamerasymbol klickt, können Fotos zu Kulturdenkmalen aus dieser Liste hochgeladen werden:
- Bezeichnung: Denkmalgeschützte Objekte und ggf. Bauwerksname des Kulturdenkmals
- Lage: Straßenname und Hausnummer oder Flurstücknummer des Kulturdenkmals. Die Grundsortierung der Liste erfolgt nach dieser Adresse. Der Link (Karte) führt zu verschiedenen Kartendiensten mit der Position des Kulturdenkmals. Fehlt dieser Link, wurden die Koordinaten noch nicht eingetragen. Sind diese bekannt, können sie über ein Tool mit einer Kartenansicht einfach nachgetragen werden. In dieser Kartenansicht sind Kulturdenkmale ohne Koordinaten mit einem roten bzw. orangen Marker dargestellt und können durch Verschieben auf die richtige Position in der Karte mit Koordinaten versehen werden. Kulturdenkmale ohne Bild sind an einem blauen bzw. roten Marker erkennbar.
- Datierung: Baubeginn, Fertigstellung, Datum der Erstnennung oder grobe zeitliche Einordnung entsprechend des Eintrags in der sächsischen Denkmaldatenbank
- Beschreibung: Kurzcharakteristik des Kulturdenkmals entsprechend des Eintrags in der sächsischen Denkmaldatenbank, ggf. ergänzt durch die dort nur selten veröffentlichten Erfassungstexte oder zusätzliche Informationen
- ID: Vom Landesamt für Denkmalpflege Sachsen vergebene, das Kulturdenkmal eindeutig identifizierende Objekt-Nummer. Der Link führt zum PDF-Denkmaldokument des Landesamtes für Denkmalpflege Sachsen. Bei ehemaligen Kulturdenkmalen können die Objektnummern unbekannt sein und deshalb fehlen bzw. die Links von aus der Datenbank entfernten Objektnummern ins Leere führen. Ein ggf. vorhandenes Icon  führt zu den Angaben des Kulturdenkmals bei Wikidata.

## Liste der Kulturdenkmale in Kleinzschachwitz
| Bild                                    | Bezeichnung                                                                              | Lage                                    | Datierung                         | Beschreibung | ID       |
| --------------------------------------- | ---------------------------------------------------------------------------------------- | --------------------------------------- | --------------------------------- | --- | -------- |
|                                         | Mietshaus in Ecklage und offener Bebauung                                                | Altkleinzschachwitz 1 (Karte)           | um 1900 (Mietshaus)               | repräsentatives Gebäude mit aufwändiger Fassadengliederung, baugeschichtliche und städtebauliche Bedeutung | 09216864 |
| Direkt Bild zu diesem Denkmal hochladen | Berthold-Haupt-Denkmal                                                                   | Berthold-Haupt-Straße (Karte)           | 1958                              | In Erinnerung an den jungen Sozialdemokraten Berthold Haupt (1905–1933) aufgestellt, Opfer der aufkommenden Nazi-Diktatur, orts- und personengeschichtlich von Bedeutung | 09307406 |
|                                         | Mälzerei: Fabrikgebäude einer ehemaligen Mälzerei                                        | Berthold-Haupt-Straße 83 (Karte)        | bezeichnet 1887 (Fabrikgebäude)   | markantes historisierendes Fabrikgebäude, belebt durch Pilaster-Gliederung, Risalit, langgestreckten Dachhecht und hohe Esse, industriegeschichtlich bedeutend, baugeschichtlich von Belang und als eines der letzten erhaltenen Mälzereigebäude in Dresden (neben Niedersedlitz und Pieschen) mit Seltenheitswert | 09216932 |
|                                         | Mietshaus in Ecklage und offener Bebauung                                                | Berthold-Haupt-Straße 89 (Karte)        | 1890–1895 (Mietshaus)             | baugeschichtliche Bedeutung | 09216865 |
|                                         | Zum Waldpark: Mietshaus mit Gaststätte in Ecklage und offener Bebauung                   | Berthold-Haupt-Straße 91 (Karte)        | 1901 (Mietshaus)                  | als charakteristisches Gebäude der Jahrhundertwende und historisches Lokal baugeschichtlich und ortsgeschichtlich bedeutend | 09216866 |
|                                         | Mietshaus in Ecklage und offener Bebauung                                                | Berthold-Haupt-Straße 93 (Karte)        | um 1895 (Mietshaus)               | repräsentatives Gebäude der Jahrhundertwende mit aufwändiger Fassadengestaltung, geschweiften Giebeln zur Betonung der Ecksituation, Klinkerblendbögen über den segmentbögigen Fenstern, farbig akzentuierte Verklinkerung der Gebäudekanten und Klinkerfries unter der Traufe, horizontale Gesimse zwischen den Geschossen, baugeschichtlicher und städtebaulicher Wert | 09216867 |
|                                         | Oppelsches Landhaus: Landhaus mit Garten                                                 | Berthold-Haupt-Straße 109 (Karte)       | 1810/1820 (Landhaus)              | zweigeschossiges, fünfachsiges Wohnhaus mit spätbarocken und klassizistischen Fassadenelementen sowie Satteldach, dazu angebautes, straßenseitiges Quergebäude (hier die Putznutung im Erdgeschoss erwähnenswert) und südwestlich vorgelagerter Gartenbereich, der durch eine Terrasse erschlossen wird, baugeschichtlich, künstlerisch sowie personengeschichtlich und stadtentwicklungsgeschichtlich bedeutend | 09216868 |
|                                         | Mietvilla                                                                                | Berthold-Haupt-Straße 126 (Karte)       | um 1900 (Mietvilla)               | weitgehend authentisch erhaltener Baukörper mit betonter Eckausbildung, baugeschichtliche Bedeutung | 09216869 |
|                                         | Wohnhaus in offener Bebauung, bauzeitlich erhaltenes Gebäude von baugeschichtlichem Wert | Berthold-Haupt-Straße 131 (Karte)       | 1920er Jahre (Wohnhaus)           | weitgehend authentisch erhaltener Baukörper mit betonter Eckausbildung, baugeschichtliche Bedeutung | 09216871 |
|                                         | Villa im Landhausstil mit Einfriedung                                                    | Berthold-Haupt-Straße 143 (Karte)       | um 1900 (Villa)                   | von baugeschichtlichem Wert | 09216924 |
|                                         | Mietvilla mit hölzerner Loggia                                                           | Freischützstraße 9 (Karte)              | um 1895 (Mietvilla)               | baugeschichtliche Bedeutung | 09216872 |
|                                         | Villa Theresiah: Mietvilla                                                               | Freischützstraße 13 (Karte)             | um 1890 (Mietvilla)               | mit Holzerker, baugeschichtlicher Wert | 09216873 |
|                                         | Wohnhaus in offener Bebauung                                                             | Freystraße 1b (Karte)                   | 1920er Jahre (Wohnhaus)           | weitgehend authentischer Bau der 1920er Jahre mit bauzeitlich typischer Fassadengestaltung, baugeschichtliche Bedeutung | 09216874 |
|                                         | Mietshaus in offener Bebauung                                                            | Freystraße 5 (Karte)                    | um 1900 (Mietshaus)               | baugeschichtlicher Wert | 09216875 |
|                                         | Villa                                                                                    | Freystraße 7 (Karte)                    | um 1885 (Villa)                   | im Stil der Semper-Nicolai-Schule errichteter Bau, baugeschichtlich von Belang | 09216876 |
|                                         | Mietshaus in Ecklage und in halboffener Bebauung                                         | Hartungstraße 2 (Karte)                 | 2. Hälfte 19. Jh. (Mietshaus)     | baugeschichtlicher und städtebaulicher Wert | 09216877 |
|                                         | Mietshaus in halboffener Bebauung mit abgeschrägter Ecke                                 | Hartungstraße 4 (Karte)                 | 2. Hälfte 19. Jh. (Mietshaus)     | baugeschichtliche Bedeutung | 09216878 |
|                                         | Kriegerdenkmal für Gefallene des Ersten Weltkrieges                                      | Hosterwitzer Straße (Karte)             | nach 1918 (Kriegerdenkmal)        | Monument im Waldpark Kleinzschachwitz, bestehend aus Stufenpodest, mittlerem Kreuz und zwei Inschriftstelen mit Reliefs, ortsgeschichtlich bedeutend | 09216944 |
|                                         | Rathaus Kleinzschachwitz (ehem.): Rathaus und Postgebäude                                | Hosterwitzer Straße 2 (Karte)           | bezeichnet 1901–1902 (Rathaus)    | als Kleinzschachwitzer Rathaus mit Gemeindeamt, Königlichem Standesamt, Sparkasse und Kaiserlichem Postamt errichtet, nach Eingemeindung 1921 nur noch Postgebäude, markanter und gestalterisch hervorgehobener Eckbau mit historisierender Klinker-Sandstein-Fassade, gehört neben der Blasewitzer Post zu den repräsentativsten Beispielen auf Dresdens Stadtgebiet, baugeschichtlich und künstlerisch bedeutend | 09216879 |
|                                         | Mietshaus in offener Bebauung                                                            | Hosterwitzer Straße 4 (Karte)           | um 1900 (Mietshaus)               | repräsentatives, historisierendes Gebäude mit charakteristischer Klinker-Sandstein-Fassade, baugeschichtlich, ortsgeschichtlich und sozialgeschichtlich bedeutend | 09217748 |
|                                         | Einfamilienhaus mit Einfriedung                                                          | Hosterwitzer Straße 8 (Karte)           | 1935 (Wohnhaus)                   | traditionell gestalteter Bau mit flachem Satteldach, belebt durch Klappläden, bündige Sprossenfenster und maßvollen Dachausbau, besonders qualitätvoller Wohnbau der 1930er Jahre mit ausgewogener und wohlproportionierter Kubatur, Akzentuierung durch wenige zurückhaltende, aber wirkungsvolle Details, wie Eingangsbereich, modern erscheinender, überdachter, offener Anbau an der Gartenseite usw., darüber hinaus mit ansprechender und wohldurchdachter Anordnung der Fensteröffnungen, auf Grund seiner Zeitzeugenschaft und des qualitätvollen Entwurfs baugeschichtlich bedeutend, als Teil des Gesamtwerkes von Oswin Hempel, einem der bedeutenderen Architekten Sachsens in der ersten Hälfte des 20. Jahrhunderts (Architekt der Trachauer Apostelkirche, markanter Villenbauten in und um Dresden, öffentlicher Bauten usw.) und Wallot-Schüler auch künstlerisch von Belang | 09210261 |
|                                         | Villa mit Einfriedung                                                                    | Hosterwitzer Straße 19 (Karte)          | um 1900 (Villa)                   | qualitätvolles und überwiegend authentisch erhaltenes Zeugnis der Baukultur um 1900, von baugeschichtlicher Bedeutung | 09216880 |
|                                         | Villa mit Einfriedung                                                                    | Hosterwitzer Straße 21 (Karte)          | um 1900 (Villa)                   | von baugeschichtlichem Wert | 09216881 |
|                                         | Villa mit Einfriedung                                                                    | Hosterwitzer Straße 31 (Karte)          | 1930er Jahre (Villa)              | qualitätvolles und weitgehend unverfälscht überkommenes Zeugnis der Wohnarchitektur der 1930er Jahre, baugeschichtliche und ortsbildprägende Bedeutung | 09216882 |
| Weitere Bilder                          | Eckturm und zwei durchbrochene, gemauerte Gartengliederungselemente                      | Hosterwitzer Straße 42 (Karte)          | 1903 (Turm und Gartenausstattung) | bemerkenswerte Villengrundstücks- bzw. Gartenarchitektur um 1900, baugeschichtlich bedeutend, zudem in dieser Form und in diesem Erhaltungszustand in Dresden wohl singulär | 09216883 |
|                                         | Villa mit Einfriedung                                                                    | Keppgrundstraße 15 (Karte)              | 1899–1900 (Villa)                 | markanter Bau des Späthistorismus um 1900, Akzente durch Schweifgiebel, Balkone, Ornamentik, Materialvielfalt, baugeschichtlich, künstlerisch und stadtentwicklungsgeschichtlich bedeutend | 09216884 |
| Weitere Bilder                          | Villa mit Gartenhaus und Einfriedung                                                     | Keppgrundstraße 17 (Karte)              | um 1905 (Villa)                   | eingeschossiger Bau mit ausgebautem Mansarddach mit seitlichem Erker und Loggia mit turmartiger Bedachung, Giebelseiten verbrettert mit aufwändiger Tür- und Fenstergestaltung an der seitlichen Balkonöffnung, mit Pergola überwölbter Eingangsbereich, baugeschichtlich und straßenbildprägende Bedeutung | 09216885 |
|                                         | Villa mit Einfriedung                                                                    | Keppgrundstraße 18 (Karte)              | 1898 (Villa)                      | ausgewogen gestalteter, spätklassizistischer Bau des ausgehenden 19. Jahrhunderts, bau- und stadtentwicklungsgeschichtlich bedeutend | 09300115 |
|                                         | Brücke über den Lockwitzbach                                                             | Kleinzschachwitzer Ufer (Karte)         | bezeichnet 1794 (Straßenbrücke)   | einbogige Sandsteinbrücke über den Lockwitzbach, saniert mit beinahe Komplettabbau unter Erhaltung des historischen Gewölbes und Auflage einer neuen Fahrbahnplatte, verkehrsgeschichtlich von Bedeutung | 09216895 |
|                                         | Villa mit Garten und Stützmauer                                                          | Kleinzschachwitzer Ufer 30 (Karte)      | um 1880 (Villa)                   | schlichte klassizistische Villa mit hochgezogener Mitte und rundbogigen Fensteröffnungen im Hauptgeschoss, Eckquaderung, Putzprofilen und -spiegeln zur Fassadengliederung, baugeschichtlicher und ortsbildprägender Wert | 09216886 |
| Weitere Bilder                          | Landhaus Lungwitz: Villa und Einfriedung                                                 | Kleinzschachwitzer Ufer 32 (Karte)      | bezeichnet 1898 (Villa)           | aufwändiger Bau mit rustiziertem Sockelgeschoss, Hauptgeschoss und ausgebautem Mansarddach (Klinker) mit Gaupen, geschweiftem Giebel an der Straßenseite und Dreiecksgiebeln an den angeschrägten Ecken sowie Balkon und reichem Fassadenschmuck, Einfriedung als Stützmauer mit Sandsteinpfosten und schmiedeeisernen Zaunsfeldern | 09216887 |
| Weitere Bilder                          | Villa mit Garten                                                                         | Kleinzschachwitzer Ufer 34 (Karte)      | Anfang 20. Jh. (Villa)            | schlichter zweigeschossiger Bau mit betonter Mitte durch Balkone und turmartige Bedachung, baugeschichtliche und ortsbildprägende Bedeutung | 09216888 |
| Weitere Bilder                          | Villa Waldhaus: Villa mit Parkanlage und Einfriedung                                     | Kleinzschachwitzer Ufer 36 (Karte)      | um 1900 (Villa)                   | gestalterisch markante Stilvilla, Akzente durch Fachwerkgiebel, baugeschichtlich und künstlerisch bedeutend sowie im Zusammenhang mit Kleinzschachwitz stadtentwicklungsgeschichtlich von Wert | 09216889 |
| Weitere Bilder                          | Villa Belriguardo: Kleines Villengebäude (heute Nebengebäude)                            | Kleinzschachwitzer Ufer 48 (Karte)      | 2. Hälfte 19. Jh. (Nebengebäude)  | historisierender Bau mit Anklängen an den Schweizerhausstil, der rückseitige Turmanbau italienisierend, bau- und stadtentwicklungsgeschichtlich bedeutend | 09216890 |
| Weitere Bilder                          | Doppelvilla und Einfriedung                                                              | Kleinzschachwitzer Ufer 70; 70a (Karte) | 1862 (Villa)                      | bemerkenswertes historisierendes Gebäude, hervorgehoben durch Ecktürme (Nummer 70) und etwas jüngerer, der Semper-Nicolai-Schule nahestehender Erweiterungstrakt mit Vorbau über polygonalem Grundriss (Nummer 70a), beide Trakte mit Sandsteinfassade und vor allem der Renaissance entlehnter Gliederung und Ornamentik, letzterer im Inneren mit Teilen der originalen Ausstattung, ersterer auf Unterbau mit gotisierender Brüstung, gestalterisch anspruchsvoll, baugeschichtlich und künstlerisch bedeutend sowie mit Seltenheitswert (Trakt mit Ecktürmen in dieser Form wohl nur vergleichbar mit Forststraße 18, könnte der gleiche Architekt sein) | 09216891 |
| Weitere Bilder                          | Villa mit Einfriedung                                                                    | Kleinzschachwitzer Ufer 82 (Karte)      | um 1900 (Villa)                   | gediegener historisierender, zweigeschossiger Klinkerbau mit Eckturm und repräsentativer Fassadengliederung, baugeschichtlich und ortsbildprägend von Wert separat als Naturdenkmal geschützte Schwarzkiefer neben der Villa | 09216894 |
|                                         | Villa mit Einfriedung                                                                    | Kleinzschachwitzer Ufer 84 (Karte)      | bezeichnet 1892? (Villa)          | aufwändig gestalteter Baukörper mit Eckturm, Zierfachwerk und hölzernen verglasten Balkonen sowie Klinkerzierelementen, baugeschichtliche und ortsbildprägende Bedeutung | 09216893 |
|                                         | Mietshaus in Ecklage und offener Bebauung                                                | Kurhausstraße 1 (Karte)                 | um 1885 (Mietshaus)               | mit abgeschrägter Ecke und Balkonen sowie umlaufendem horizontalen Gesims, baugeschichtliche Bedeutung | 09216896 |
|                                         | Mietshaus in offener Bebauung                                                            | Kurhausstraße 2 (Karte)                 | um 1885 (Mietshaus)               | zweigeschossiger Bau mit ausgebautem Mansarddach, straßenseitig hochgezogener Mitte und seitlichen Balkonen, geputzten Ecklisenen und horizontalen Gesimsen, baugeschichtlicher Wert | 09216897 |
|                                         | Mietvilla mit Einfriedung                                                                | Kurhausstraße 3 (Karte)                 | um 1885 (Mietvilla)               | markanter historisierender Bau mit Sandstein-Klinker-Fassade, Akzente durch bekrönten Mittelrisalit, Veranden und Ornamentik, baugeschichtlich, künstlerisch und stadtentwicklungsgeschichtlich bedeutend | 09216898 |
|                                         | Villa                                                                                    | Kurhausstraße 4 (Karte)                 | vor 1886 (Villa)                  | markanter historisierender Bau mit älterem Kern (vor 1886), Akzente durch südliche Schaufassade, Holzveranda usw., baugeschichtlich, künstlerisch und stadtentwicklungsgeschichtlich bedeutend | 09216899 |
|                                         | Mietshaus in offener Bebauung                                                            | Kurhausstraße 14 (Karte)                | um 1910 (Mietshaus)               | stattlicher Baukörper mit hohem ausgebautem Dachgeschoss und straßenseitig asymmetrischem Giebel mit Erker und Balkon zur Akzentuierung der Fassade, baugeschichtlicher Wert | 09216900 |
|                                         | Mietshaus in offener Bebauung                                                            | Kurhausstraße 16 (Karte)                | um 1910 (Mietshaus)               | stattlicher Baukörper mit angedeuteten seitlichen Risaliten und hohem ausgebautem Dachgeschoss mit asymmetrischer Fassade, die durch Fensteröffnungen unterschiedlicher Größe und Form sowie hölzerne Klappläden im Erdgeschoss und außermittigem Eingang akzentuiert wird, baugeschichtliche Bedeutung | 09216901 |
|                                         | Mietvilla                                                                                | Kurhausstraße 36 (Karte)                | um 1900 (Mietvilla)               | repräsentativer Putzbau mit Eckturm, seitlichen Balkonen (in Sandstein und Holz), Zierfachwerk und horizontalen Gesimsen zur Fassadengliederung und Dreiecksgiebeln, baugeschichtliche Bedeutung | 09216902 |
|                                         | Wohnhaus offener Bebauung                                                                | Kyawstraße 9 (Karte)                    | 1864 (Wohnhaus)                   | ehemaliges Gemeindehaus, ortsgeschichtliche Bedeutung | 09216903 |
|                                         | Villa mit Einfriedung                                                                    | Kyawstraße 15 (Karte)                   | um 1900 (Villa)                   | Eckgebäude, charakteristischer spätgründerzeitlicher Bau mit historisierender Fassade, baugeschichtlich und stadtentwicklungsgeschichtlich bedeutend | 09217734 |
|                                         | Kleine Villa mit Garten                                                                  | Kyawstraße 23 (Karte)                   | um 1900 (Villa)                   | weitgehend authentisch erhaltenes Erscheinungsbild mit seitlichem Treppenhausanbau mit spitzem Turmhelm, flachem, weit überkragendem Walmdach, mit gemaltem Fries unter der Traufe, geputzter Eckquaderung und verschiedenen Fensterformaten zur Akzentuierung des Fassadenbildes, baugeschichtlicher Wert | 09216905 |
|                                         | Mietshaus in Ecklage und offener Bebauung                                                | Kyawstraße 27 (Karte)                   | um 1890 (Mietshaus)               | schlichter Bau mit abgeschrägter Ecke, ausgebautem Mansarddach und hölzernen Balkonen, baugeschichtlich von Wert | 09216906 |
|                                         | Villa mit Einfriedung                                                                    | Kyawstraße 29 (Karte)                   | um 1900 (Villa)                   | charakteristischer Villenbau um 1900, auffällig der Drempel mit Zierfachwerk, baugeschichtlich und stadtentwicklungsgeschichtlich bedeutend | 09217735 |
|                                         | Kleine Villa mit Ecklaube und Einfriedung                                                | Kyawstraße 33 (Karte)                   | um 1900 (Villa)                   | charakteristischer Bau mit historisierender Klinker-Sandstein-Fassade, die Ecklaube eine der wenigen in Kleinzschachwitz, baugeschichtlich und stadtentwicklungsgeschichtlich bedeutend | 09216907 |
|                                         | Kleine Villa                                                                             | Kyawstraße 35 (Karte)                   | um 1900 (Villa)                   | charakteristischer historisierender Bau mit seitlicher Veranda, horizontalen Putzbändern, Klinkerbögen über den Erdgeschossfenstern, baugeschichtlich und stadtentwicklungsgeschichtlich bedeutend | 09216908 |
|                                         | Villa Sackmann: Villa mit Einfriedung                                                    | Kyawstraße 37 (Karte)                   | bezeichnet 1890 (Villa)           | repräsentatives Gebäude mit akzentuierendem Turmanbau (erinnert ein wenig an Goetheallee 57), symmetrisch gestaltete, sehr aufwändige Klinker-Sandstein-Fassade des Historismus, baugeschichtlich und künstlerisch bedeutend, zudem eine der aufwändigsten Villen von Kleinzschachwitz | 09216909 |
| Weitere Bilder                          | Villa mit Einfriedung und Gartengrundstück                                               | Meußlitzer Straße 1 (Karte)             | bezeichnet 1882 (Villa)           | dreigeschossiger Baukörper auf rechteckigem Grundriss mit ausgebautem Mansarddach und straßenseitigem Vorbau auf polygonalem Grundriss (Veranden und Balkon), zu großen Teilen authentisches Erscheinungsbild, daher von baugeschichtlichem Wert | 09216910 |
|                                         | Villa                                                                                    | Meußlitzer Straße 26 (Karte)            | um 1875 (Villa)                   | erbauungszeitlich erhaltene landhausartige Villa mit überkragendem Satteldach und straßenseitig hochgezogener Mitte mit Balkon und Zierfachwerk, baugeschichtlich von Bedeutung | 09216911 |
| Weitere Bilder                          | Kutscher- oder Gärtnerhaus, früher zu Meußlitzer Straße 37 gehörend und Einfriedung      | Meußlitzer Straße 35 (Karte)            | um 1895 (Bedienstetenwohnhaus)    | weitgehend authentisch erhaltener Klinkerbau mit geschweiftem Giebel zur Straße als Fassadenbetonung, Eckquaderung und horizontalem Gesims, baugeschichtlicher Wert | 09216912 |
| Weitere Bilder                          | Villa mit Villengarten und Einfriedung                                                   | Meußlitzer Straße 37 (Karte)            | um 1895 (Villa)                   | markanter historistischer Klinkerbau mit Sandstein-Gliederungselementen, Balkonen und Treppenaufgängen, baugeschichtlicher Wert | 09216913 |
| Weitere Bilder                          | Villa mit großem Gartengrundstück                                                        | Meußlitzer Straße 39 (Karte)            | 1915–1916 (Villa)                 | stattlicher breitgelagerter Baukörper auf rechteckigem Grundriss mit straßenseitig hochgezogener Mitte und Vorbau auf polygonalem Grundriss, rustiziertem Erdgeschoss mit Balkonen und seitlichem Treppenaufgang, weitem Dachüberstand und sparsamen Zierfachwerk, typisches Beispiel der um 1910 vorherrschenden Reformarchitektur, baugeschichtlicher Wert, als Teil der nach Errichtung einer Dampfschiffstation 1886 entstandenen Villen- und Landhausbebauung von Kleinzschachwitz auch stadtentwicklungsgeschichtlich von Belang | 09216914 |
|                                         | Mietshaus in Ecklage und offener Bebauung                                                | Meußlitzer Straße 45 (Karte)            | 2. Hälfte 19. Jh. (Mietshaus)     | zweigeschossiger Bau mit ausgebautem Mansarddach und abgeschrägter Ecke, horizontalen Gesimsen und differenzierten Fensteranordnungen als Akzente der Fassade, baugeschichtliche Bedeutung | 09216915 |
|                                         | Mietshaus in offener Bebauung                                                            | Meußlitzer Straße 72 (Karte)            | um 1895 (Mietshaus)               | gestalterisch anspruchsvoller Wohnhausbau des ausgehenden 19. Jahrhunderts mit dominierendem Mittelrisalit mit hohem geschweiften Giebel und charakteristischer Putz-Klinker-Werkstein-Fassade, baugeschichtlich bedeutend | 09216916 |
| Weitere Bilder                          | Putjatinhaus: Ehemalige Kinderschule mit Nebengebäude                                    | Meußlitzer Straße 83 (Karte)            | 1822–1823 (Wohnhaus)              | errichtet durch Fürst Nikolaus Putjatin, gestalterisch einzigartig, Bau mit steilem Satteldach bis auf Bodenniveau, in Anlehnung an russische Holzhausarchitektur, baugeschichtlich und ortsgeschichtlich sowie künstlerisch bemerkenswert, zudem singulär | 09216917 |
|                                         | Mietshaus in halboffener Bebauung                                                        | Meußlitzer Straße 89 (Karte)            | um 1900 (Mietshaus)               | schlichter dreigeschossiger Baukörper mit straßenseitiger Klinkerfassade mit horizontalen Gliederungselementen, baugeschichtliche Bedeutung | 09216918 |
|                                         | Wohnhaus in offener Bebauung (Fachwerk im Obergeschoss)                                  | Meußlitzer Straße 94 (Karte)            | 1. Hälfte 19. Jh. (Wohnhaus)      | schlichter ländlicher Bau mit hohem Authentizitätsgrad, zweigeschossig mit Satteldach, baugeschichtlich und stadtentwicklungsgeschichtlich bedeutsam | 09216919 |
|                                         | Mietvilla                                                                                | Peter-Schmoll-Straße 5 (Karte)          | um 1900 (Mietvilla)               | schlichter zweigeschossiger Bau mit Putz-Klinker-Fassade und Zierfachwerk, baugeschichtlicher Wert | 09216920 |
|                                         | Villa                                                                                    | Peter-Schmoll-Straße 7 (Karte)          | um 1900 (Villa)                   | schlichter Baukörper auf unregelmäßigem Grundriss mit hölzerner Veranda, Loggien und Zierfachwerk, baugeschichtlich interessant | 09216921 |
|                                         | Villa mit Einfriedung                                                                    | Peter-Schmoll-Straße 9 (Karte)          | bezeichnet 1906 (Villa)           | repräsentativer eingeschossiger Bau von hohem Originalitätsgrad, mit straßenseitigem geschweiftem Giebel, aufwändigem Stuckdekor über den Fenster- und Türöffnungen sowie hölzernen Veranden, baugeschichtlich bedeutsam | 09216922 |
|                                         | Nebengebäude in gestalterischer Anlehnung an eine mittelalterliche Burg                  | Peter-Schmoll-Straße 11 (Karte)         | bezeichnet 1911 (Nebengebäude)    | massiver Putzbau mit schlankem seitlichen Turm, baugeschichtlich und ortsgeschichtlich von Bedeutung | 09216923 |
|                                         | Zur Goldenen Krone; Kronengarten: Gasthaus (ehem.) mit Ballsaal                          | Putjatinstraße 11 (Karte)               | um 1875 und später (Gasthaus)     | markanter historisierender Bau mit hohem Originalitätsgrad, baugeschichtlich und ortsgeschichtlich, wohl auch künstlerisch bedeutend | 09216925 |
|                                         | Wohn- und Geschäftshaus in Ecklage und geschlossener Bebauung                            | Putjatinstraße 14 (Karte)               | 1912 (Wohn- und Geschäftshaus)    | vergleichsweise aufwändiger massiver Putzbau mit abgeschrägter Ecke und Turmaufsatz, Eckbalkon, seitlichen Giebeln und großen rundbogigen Fensteröffnungen im Erdgeschoss sowie seitlichem Hauseingang, baugeschichtlicher und straßenbildprägender Wert | 09216926 |
| Direkt Bild zu diesem Denkmal hochladen | Wohn- und Geschäftshaus in Ecklage und geschlossener Bebauung                            | Putjatinstraße 16 (Karte)               | um 1910 (Wohn- und Geschäftshaus) | zeittypisches Architekturbeispiel mit asymmetrischer Fassadenausformung mit Eckerker, Zierfachwerk, Akzentuierung des Erdgeschosses durch rundbogige Fensteröffnungen, baugeschichtlich und straßenbildprägend von Bedeutung | 09216927 |
| Weitere Bilder                          | Landhaus „Storchennest“ mit Nebengebäude und Park                                        | Putjatinstraße 26 (Karte)               | 1797–1800 und um 1870 (Landhaus)  | errichtet durch Fürst Nikolaus Abramowitsch Putjatin (Bauherr), ursprünglich klassizistischer Bau, durch Umbau gegen 1870 auch Elemente des Schweizerhausstils, baugeschichtlich, künstlerisch und ortsgeschichtlich sowie personengeschichtlich bedeutend | 09216928 |
|                                         | Wohnhaus und Seitengebäude eines kleinen Hofes                                           | Storchenneststraße 5 (Karte)            | bezeichnet 1861 (Wohnhaus)        | giebelständiger, schlichter, massiver zweigeschossiger Baukörper in erbauungszeitlichem Erscheinungsbild mit Satteldach und hölzernen Klappläden an den gleichmäßig angeordneten Fenstern in Erd- und Obergeschoss, weitgehend authentisch, baugeschichtlich interessant und stadtentwicklungsgeschichtlich von Interesse | 09216929 |
|                                         | Alexander-Puschkin-Schule; 65. Grundschule Kleinzschachwitz: Schule und Turnhalle        | Zschierener Straße 5 (Karte)            | bezeichnet 1900 (Schule)          | Schule als breitgelagerter zweigeschossiger Baukörper mit geschweiftem Giebel mit Uhr über dem mittigen Eingangsbereich, Fassade symmetrisch gegliedert, bauzeitliche Architektursprache ablesbar und unverfälscht erhalten, Turnhalle eingeschossig mit Krüppelwalmdach, rundbogigen Fensteröffnungen und Putzlisenen, baugeschichtliche und ortsgeschichtliche Bedeutung | 09216930 |
|                                         | Sankt Hubertus: Mietshaus mit Einfriedung in Ecklage                                     | Zschierener Straße 19 (Karte)           | 1885–1895 (Mietshaus)             | stattliches Gebäude mit betonter Ecke (Veranda mit Sandsteinsäule im Erdgeschoss, vorkragender Erker im 1. Obergeschoss und Turmhelm), im Erdgeschoss ursprünglich ein Laden, Sandsteinzierelemente, baugeschichtlicher und straßenbildprägender Wert | 09216931 |

## Ehemalige
| Bild                                    | Bezeichnung                               | Lage                      | Datierung | Beschreibung | ID |
| --------------------------------------- | ----------------------------------------- | ------------------------- | --------- | ------------ | -- |
| Direkt Bild zu diesem Denkmal hochladen | Mietshaus in Ecklage und offener Bebauung | Altkleinzschachwitz 2     |           |              |    |
|                                         | Landhausartige Villa                      | Berthold-Haupt-Straße 129 |           |              |    |